# Тайгильдин, Георгий Валерианович
Гео́ргий Валериа́нович Тайги́льдин (6 января 1942, Шалангуш, Звениговский район, Марийская АССР, РСФСР, СССР) ― советский и российский художник-график, живописец, педагог, член Союза художников России. Художественный редактор Марийского книжного издательства (1979―1990). Заслуженный художник Республики Марий Эл (2001). Дважды дипломант Всероссийского конкурса «Искусство книги» (1984, 1988).

## Биография
Родился 6 января 1942 года в дер. Шалангуш ныне Звениговского района Марий Эл.
В 1964 году окончил Казанское художественное училище. 2 года преподавал в средней школе одного из районов в Татарской АССР.
В 1966 году вернулся в Йошкар-Олу и продолжил педагогическую работу в городской средней школе № 5. С 1968 года ― директор  художественной школы при музыкально-художественном интернате № 1 г. Йошкар-Олы, директор Йошкар-Олинского художественного училища.
В 1979 году окончил Московский полиграфический институт. В 1979―1990 годах работал  художественным редактором в Марийском книжном издательстве.
С 1990 года работает как свободный художник. В настоящее время живёт и работает в г. Йошкар-Оле.

## Художественное творчество
Является оформителем и иллюстратором около 90 книг, в том числе: «Марийские народные сказки» (1983), роман «Амазонки» А. Крупнякова (1989), «Букварь» (1990), «Маленький богатырь» (1992), «Картинный словарь марийского языка» (1994–1995).
Известен и как живописец, автор полотен на историческую тему: «Арест Мамич-Бердея» (2002), «Легенда о Полтыше» (2003),  «Похищение невест» (2005), «Пугачёвцы на переправе через Волгу у Кокшайска» (2006) и др.
Является автором таких пейзажей как «Волжские просторы» (1993), «Берег Шелангуши» (1994), «Сосны вековые», «Разговор об охоте» (2000), «Хозяин леса» (2002), «Мой край лесной» (2002) и др.
Участник многочисленных выставок, автор 6 персональных выставок.
Член Союза художников России. В 1984 и 1988 годах становился дипломантом Всероссийского конкурса «Искусство книги».
Работы художника хранятся в музеях Республики Марий Эл: Национальном музее имени Т. Евсеева, Республиканском музее изобразительных искусств и др., музеях Казани, Уфы, в Художественном фонде РСФСР (г. Москва), а также в частных коллекциях России и Венгрии.

## Признание
- Заслуженный художник Республики Марий Эл (2001)[1][3][4]
- Дипломант Всероссийского конкурса искусства книги (1984, 1988) ― за художественное оформление и редактирование юбилейного издания «Роща» С. Г. Чавайна и «Азбуки» С. Дмитриева[3][4]